# سیکاری
سیکاری (انگلیسی: Sicarii) گروه انشعابی از متعصبان یهودی زیلوت‌ها بودند که در دهه‌های قبل از ویرانی اورشلیم در سال ۷۰ میلادی (محاصره اورشلیم (۷۰ میلادی))، به شدت با اشغال یهودیه (استان روم) توسط امپراتوری روم مخالفت کردند و اقدام به بیرون راندن آنها و هوادارانشان از منطقه کردند. به حامیان فلسفهٔ چهارم یا فرقه چهارم یهودیت/زیلوت‌ها نیز شناخته می‌شوند.